# Stéphane Pajot
Pour les articles homonymes, voir Pajot.
Stéphane Pajot est un journaliste et écrivain français né le 13 février 1966 à Nantes en Loire-Atlantique.

## Biographie
Considéré comme « collectionneur, fouineur, rêveur et partageur », il est journaliste au quotidien Presse-Océan depuis 1986 et auteur de plus d'une cinquantaine d’ouvrages (polars, documents, romans et essais), dont les premiers ont été écrits sous le pseudonyme de James Fortune et une série de livres consacrés à l'histoire de la ville de Nantes et au département de la Loire-Atlantique. Il est aussi l'auteur de trois jeux de cartes à jouer autour de l'apéro et anime l'émission "Nantes à la carte" sur Télénantes.

## Œuvres

### Romans
sous le pseudonyme de James Fortune
- La Tchatche ou le Tour de Nantes en 80 pastagas, éditions du Petit-Véhicule, 1994
- De quoi qu'on parlait ?, éditions Victor Stanne, 1995. Couverture Diwag
- Un moment de temps, Darger, 1996. Couverture dessin de Nobrux
- Le Crépuscule des chiens écrasés, Dager, 1997
- La Turista, Darger, 1997. Photo de couverture, le géant de Royal de luxe
- Douze Heures dans un bar ou la Mort de François Mitterrand, Darger, 1998
- Double Cuite à Brocéliande, Pingouins de la Galaxie, 1999. Couverture Diwag
- Gwin, Minuscules, 1999
- La révolution commence à Nantes, Darger, 2001. Couverture Éric Chalmel, alias Frap
- À la recherche du pain perdu, éditions La Perle, 2004. Opuscule parodique de À la recherche du temps perdu, illustré par Pich

sous le nom de Stéphane Pajot
- Un hiver aux Sables-d'Olonne, Éditions CMD, 1998. Avec Magali Grandet
- Tout ce temps perdu avant de grandir, Éditions d'Orbestier, 2000
- Le livre est meilleur que le film, Éditions d'Orbestier, 2003. Adaptation au théâtre par L’Art-H et Julien Héteau
- Selon les premiers éléments de l’enquête, Éditions d’Orbestier, polar, 2009
- Carnaval infernal, Coop Breizh, polar, 2011. Treizième épisode de la série Les Enquêtes de Léo Tanguy créée par Gérard Alle
- Aztèques Freaks, Éditions Baleine, polar, 2012
- Deadline à Ouessant, L'Atelier de Mosesu, polar, 2013
- Anomalie P, Éditions L'Atalante, polar, 2014
- Le Rêve armoricain, Éditions d'Orbestier, polar, 2018
- Cuba à en mourir, Éditions d'Orbestier, polar, 2019
- Nantes Bang Bang, Éditions d'Orbestier, recueil de 11 nouvelles noires (11 quartiers de Nantes), septembre 2020
- Matos, Éditions Moissons Noires, polar, janvier 2022
- Meurtres sur l'île, Éditions Geste Noir, polar, mars 2022 (Paru en 2013 sous le titre Deadline à Ouessant - L'atelier de Mosesu)
- Meurtres en Bretagne - Les disparus ne le sont jamais vraiment, Geste éditions (collection Le Geste Noir), roman noir, octobre 2022
- Fuck la mort (Jacques Vaché, un roman nantais), Éditions Locus Solus, mars 2024
- Sherlock Holmes et les secrets de Jules Verne, Éditions La Geste, collections Moissons noires, juin 2024
- Sherlock Holmes et les mystères de Bretagne, Éditions La Geste, collections Moissons noires, octobre 2024

### Mémoires
- Personnages pittoresques de Nantes et de la Loire-Atlantique, Éditions d’Orbestier, 1999
- Nantes étonnante, Éditions d’Orbestier, 2000
- Mystères de Nantes et de la Loire-Atlantique, Éditions d'Orbestier, 2001
- Nantes-sur-Mer, Éditions d'Orbestier, 2002
- Histoires extraordinaires de Nantes et de Loire-Atlantique, Éditions d'Orbestier, 2004
- Nantes-la-Jolie, Éditions d'Orbestier, 2005
- Nantes fascinante, Éditions d'Orbestier, 2006
- Les Nantais, Éditions d'Orbestier, 2007
- Bons Baisers de Nantes, Éditions d'Orbestier, 2008
- Nantes retrouvée, Éditions d'Orbestier, 2009
- Nantes, la Belle éveillée, le Pari de la culture, Éditions de l'Attribut, 2010
- Nantes, histoires de rues, Éditions d'Orbestier, 2010
- Nantes, Vieux Cafés et Commerces, Éditions d'Orbestier, 2011
- Nantes insolite, Éditions d'Orbestier, 2012
- Nantes rayonnante, Éditions d'Orbestier, 2012
- Nantes, vieux métiers, Éditions d'Orbestier, 2013
- Nantes et la Photographie, histoires croisées, Éditions d'Orbestier, 2014
- Nantes + insolite, guide inédit, Éditions d'Orbestier, juin 2015
- Nantes est un zoo, bestiaire urbain, Éditions d'Orbestier, octobre 2015
- Nantes Histoires d'eau, Éditions d'Orbestier, octobre 2016
- Nantes, la ville aux mille visages, photographies Romain Boulanger,  Éditions d'Orbestier, octobre 2017
- Nantes, En quête d'histoires, 500 anecdotes insolites,  Éditions d'Orbestier, mai 2018
- La Folle Histoire du Katorza,  co-écrit avec Caroline Grimault et Marc Maesen, Éditions d'Orbestier, juin 2020
- Nantes à la carte, avec des photographies de Romain Boulanger, Éditions La Geste, septembre 2020
- L'Inédit de Nantes, 500 anecdotes insolites, Éditions d'Orbestier, avril 2021.
- Nantes nous transporte, Éditions d'Orbestier, octobre 2023.

### Documents
- La Mort de Jacques Vaché, Éditions d'Orbestier, 2002
- Les Vacances de Monsieur Tati, Éditions d'Orbestier, 2003
- De la femme à barbe à l'homme canon, Éditions d'Orbestier, 2006
- Les Jours de fête de Jacques Tati, Éditions d'Orbestier, 2006
- Parlez-vous nantais ?, Éditions d'Orbestier, 2006
- Parlez-vous bistrot ?, Éditions d'Orbestier, 2007
- Petit Lexique du Nantais pur beurre, Éditions d'Orbestier, 2017
- Dico de la cuite, Éditions Goater, octobre 2021
- Les P'tits Secrets de Bretagne, illustrations de Marine Cabidoche, Éditions Geste, mai 2021

### Télévision
- Nantes à la carte, série de 180 épisodes (en avril 2021) de 3 minutes illustrant l'histoire d'un lieu à l'aide de cartes postales anciennes, diffusion hebdomadaire sur Télénantes depuis 2015.

### Bande dessinée
- Nantes. De Jules Verne au grand Eléphant. Tome 3. Scénario et dialogues. Album collectif avec les dessinateurs et dessinatrices : Léo Chérel, Charlotte Wolf, MaX Lion, Christopher Lannes, Antoane Rivalan, Olli Bioret, JC Kiarkk, Florent Bossard et l'historien André Péron. Éditions Petit à Petit, 2019
- Guide de Nantes en bandes dessinées. Scénario et textes. Livre collectif avec les scénaristes Karine Parquet et Alexandrine Cortez, les dessinateurs et dessinatrices : Kévin Bazot, Nathalie Bodin, Olli Bioret, Cloé Cahuète, Angelina Costamagna, Giovanni de Martino, Chiara di Francia, Gabriele di Caro, Agnès Fouquart, Damien Geffroy. Éditions Petit à Petit, 2020

Jeux de cartes
- L'Apéro jeu Nantais, 42 cartes à jouer. 200 blagues. Co-écrit avec le conteur Yannick Jaulin. Geste Editions. Novembre 2020
- L'Apéro jeu Breton, 46 cartes à jouer. 200 blagues. Co-écrit avec le chanteur Gilles Servat. Geste Editions. Mai 2021
- Apéro Jeu (univers des bistrots, expressions de comptoirs, cocktails cultes), 42 cartes à jouer. Geste Edition. Distribution nationale Métive. 200 blagues. Mai 2021